# Aria (nome)
Aria  è un nome proprio di persona inglese femminile.

## Varianti
- Femminili: Ariah[1][2], Ariyah[1]

## Origine e diffusione
È un nome moderno, in uso nei paesi anglofoni dal XX secolo (anche se alcuni fonti lo attestano già dal XVIII secolo), che riprende il termine italiano "aria" (nel senso atmosferico, ma anche con il significato di "aria musicale"). Nonostante l'origine del termine, non è normalmente usato come nome in Italia, dove è attestato solo in rari casi come forma femminile di Ario. In alcuni casi inoltre può anche essere una forma femminile del nome ebraico Ari.
La diffusione del nome è cresciuta significativamente dopo la messa in onda nel 2010 della serie televisiva Pretty Little Liars, in cui appare il personaggio di Aria Montgomery. 

## Persone
- Aria Bedmar, attrice, ballerina e modella spagnola
- Aria Fischer, pallanuotista statunitense
- Aria Giovanni, attrice pornografica statunitense
- Aria Wallace, attrice, musicista e cantautrice statunitense